# Хутор (Пензенская область)
Ху́тор — станция в Башмаковском районе Пензенской области России. Входит в состав Троицкого сельсовета.

## География
Станция находится на расстоянии 15 км к западу от рабочего посёлка Башмаково, административного центра района.

## История
Станция основана в 1874 году при строительстве железной дороги. В советское время — отделение совхоза имени Тимирязева.

## Население
| 2010 |
| ---- |
| 2    |